# 品川区立総合区民会館
品川区立総合区民会館（しながわくりつそうごうくみんかいかん）は、東京都品川区東大井五丁目にあるホール・複合文化施設。愛称はきゅりあん。

## 概要
1989年に、大井町駅周辺の再開発の一環として開館。それまで同地にあった品川文化会館公会堂の後継施設である。
公式サイトによると、同館の愛称きゅりあんは、一般公募により選ばれ、ラテン語の「集会所」を意味する「キュリア（curia）」が語源の造語で「人が集まり、ふれあう様に」との願いを込めて付けられた。
同館は、JR大井町駅の改札階から東側（品川郵便局方面）へと続くペデストリアンデッキより結ばれている（各階への移動手段となるエレベーターホール及び階段へ繋がる）。当該入り口までは徒歩1分未満、駅前という好立地である。
丸井大井町店女の館が入居していたが、2007年8月31日をもって撤退し、跡には同年11月2日にヤマダデンキ（LABI品川大井町）が開店した。
日本民謡協会が毎年開催する少年少女全国大会と民謡民舞全国大会が当地で開催されている。

### 各施設
8階の大ホールは座席数1074席で、ワンスロープ方式の、いわゆる多目的ホールで、コンサートの他、演劇や講演会等に幅広く利用される。奈落、オーケストラピットといった設備は付帯しない。
7階のイベントホールは同人誌の即売会や展示会などに対応できる。物品販売はできない。
1階に小ホールがあり、座席数は最大282席。ファッションショーや小演劇など多目的に利用できる。